# Alexander Tietze
Alexander Tietze (ur. 6 lutego 1864 w Lubrzy, zm. 19 marca 1927 we Wrocławiu) – niemiecki chirurg.

## Życiorys
Urodził się w Liebenau, Neumark (obecnie Lubrza). Studiował na Uniwersytecie we Wrocławiu, studia ukończył w 1887 roku. Od 1888 do 1895 był asystentem najpierw Hermanna Fischera, potem Jana Mikulicza-Radeckiego w Klinice Chirurgicznej we Wrocławiu. W 1894 przedstawił rozprawę habilitacyjną Klinische und expermientelle Beiträge zur Lehre von Darmincarceration. W 1896 został ordynatorem szpitala Wszystkich Świętych, a w 1905 roku prymariuszem. W latach 1914–1920 był członkiem Rady Miejskiej Wrocławia. Zmarł na grypę 19 marca 1927.

## Dorobek naukowy
W 1912 roku razem z Otfriedem Foersterem w Szpitalu Żydowskim we Wrocławiu przeprowadził zabieg przecięcia tylnych korzeni rdzenia kręgowego u chorego z porażeniem spastycznym (znany później jako operacja Foerstera). W 1927 roku wydał ceniony podręcznik chirurgii. Opisał też zespół objawów, znany dziś jako zespół Tietzego. 

## Wybrane prace
- Untersuchungen über das Blut des Fötus. Breslau, 1887
- Beobachtungen an einem Falle von multiplem Melanosarcom mit Melanurie, 1893
- Die intrakraniellen Verletzungen der Gehirnnerven (Neue deutsche Chirurgie, Band 18), Stuttgart: F. Enke, 1916
- Ein Fall von akuter infektiöser Osteomyelitis des Schädels nach Starkstromverbrennung
- Dringliche Operationen (Neue Deutsche Chirurgie, Band 32), Stuttgart: F. Enke, 1924
- Tietze A, Reichl. Die Chirurgie des Mastdarmes und des Afters. W: Martin Kirschner, Otto Nordmann: Die Chirurgie Band 5. Berlin-Wien: Urban & Schwarzenberg.
- Über eine eigenartige Häufung von Fällen mit Dystrophie der Rippenknorpel. Berliner klinische Wochenschrift 58, ss. 829-831, 1921